# Tommaso di Bosnia
Stefano Tommaso di Bosnia (Stefan Tomaš/Стефан Томаш o Stjepan Tomaš/Стјепан Томаш; 1411 circa – 10 luglio 1461), fu un membro della nobile famiglia dei Kotromanić che governò come re di Bosnia dal 1443 e fino alla sua morte.
Figlio illegittimo di re Ostoja, Tommaso subentrò a Tvrtko II, ma la sua ascesa al trono non fu riconosciuta dal nobile più potente del regno di Bosnia, Stefano Vukčić Kosača, il quale esercitava una forte ingerenza nella politica locale. I due si scontarono in una guerra civile che terminò quando il sovrano ripudiò la moglie, Vojača, e sposò la figlia del nobile insubordinato, Caterina. Tommaso e la sua seconda moglie, entrambe fedeli in principio alla Chiesa bosniaca, accusata dalla Santa Sede di essere vicina al bogomilismo, si convertirono al cattolicesimo e incoraggiarono la costruzione di chiese e monasteri in tutto il regno.
Durante la sua parentesi al potere come penultimo re di Bosnia, Tommaso mosse guerra al despotato di Serbia nel tentativo di impossessarsi della ricca città mineraria di Srebrenica e dei suoi dintorni, oltre a (o in concomitanza con) molteplici conflitti con il suocero. Inoltre, i suoi rapporti con il minaccioso impero ottomano si rivelarono spesso tesi. Dopo anni di schermaglie e incursioni, Tommaso sembrava disposto a guidare una coalizione cristiana contro i turchi, ma non ricevette alcun supporto dai governanti cristiani delle realtà limitrofe. Non essendo riuscito ad espandersi nella Croazia Centrale, Tommaso si concentrò di nuovo verso est nel 1458, combinando un matrimonio tra suo figlio Stefano e l'ereditiera serba Elena (in futuro divenuta nota con il nome di Maria). Il controllo bosniaco su quanto ancora apparteneva al despotato di Serbia durò appena un mese prima della conquista ottomana dello Stato. Il fallimento di re Tommaso nel difendere la Serbia danneggiò in modo permanente la sua reputazione in Europa. Desiderando migliorare l'opinione nei suoi confronti dei cattolici d'Europa, Tommaso si rivoltò contro la Chiesa bosniaca, diventando così il primo sovrano della Bosnia a impegnarsi in una persecuzione religiosa.
I tratti a volte contraddittori di Tommaso gli fecero guadagnare sia ammirazione che disprezzo dai suoi contemporanei. Gli subentrò suo figlio Stefano, dimostratosi subito più abile nell'affrontare le sfide del suo tempo.

## Biografia

### Primi anni
Tommaso era il figlio di re Ostoja di Bosnia, morto nel 1418, e di una sua concubina, il cui nome risulta ignoto. Si trattava di un discendente doppiamente adulterino, poiché sia suo padre che sua madre erano sposati al momento della sua nascita. Tommaso crebbe secondo i dettami della Chiesa bosniaca, alla quale erano fedeli i suoi genitori, ma tale comunità era malvista dalla Santa Sede, poiché ritenuta troppo vicina alle "eretiche" credenze bogomiliste. Tvrtko II depose Stefano Ostojić, l'unico figlio legittimo e successore conosciuto di Ostoja, nel 1421. Il fratello maggiore illegittimo di Tommaso, Radivoj, contestò invano l'autorità di Tvrtko forte del supporto dei turchi ottomani e della famiglia dei Kosača, gli aristocratici più potenti del regno di Bosnia.
Le fonti narrative si riferiscono a Tommaso (così come a suo padre e a suo fratello) come a un discendente dei Kristić, circostanza la quale ha fatto credere che questo sia il nome di un ramo cadetto della dinastia dei Kotromanić. Tommaso era quindi strettamente imparentato con Tvrtko II, probabilmente suo cugino di primo grado.
Rimanendo lontano dalla corte di Tvrtko II, Tommaso visse gli anni della sua gioventù con una popolana di nome Vojača e i loro figli. Rimase fedele al re Tvrtko e, assieme, i due presero parte a una battaglia combattuta nell'Usora, dove Tommaso ne uscì ferito. La sua lealtà probabilmente influenzò il re malato, che essendo privo di eredi desiderava assicurarsi la sua successione; Il titolo di re avrebbe dovuto ricadere in capo al conte Ermanno II di Celje, discendente della famiglia dei Kotromanić, un tempo designato come erede presuntivo, ma questi era morto nel 1435. Dovendo individuare un successore, Tommaso era certamente maggiormente gradito rispetto a suo fratello Radivoj, con il quale Tvrtko aveva avuto dei dissapori.

### Ascesa al potere

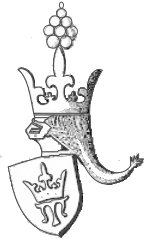
Lo stemma del re Stefano Tommaso, con il suo monogramma sullo scudo e la corona reale

Tvrtko II morì nel novembre del 1443. Durante uno stanak, ossia l'assemblea solenne durante le quali si assumevano le principali decisioni politiche, fu approvata la scelta del re di nominare quale suo erede e Tommaso fu debitamente eletto re prima del 5 dicembre. Allo stesso modo dei suoi predecessori, adottò il nome reale di Stefano e lo fece suo. Tuttavia, il nobile più influente del regno, il granduca Stefano Vukčić Kosača, rifiutò di accettare Tommaso come re e annunciò il suo sostegno a Radivoj. Le autorità della vicina Repubblica di Ragusa espressero immediatamente preoccupazione per la situazione. Kosača e Radivoj fecero appello a Ragusa affinché non riconoscesse Tommaso come re, ma invano. Al contempo, il nipote di Ermanno, Ulrico II, sostenne la sua pretesa al trono bosniaco e cercò di raccogliere sostegno tra gli oppositori di Tommaso. Per questo motivo, Tommaso si affrettò a riferire della sua ascesa al trono ai sovrani stranieri, tra cui l'imperatore tedesco Federico III, rivale di Ulrico, e le autorità ragusane e veneziane, sperando di ricevere un riconoscimento. Ulrico era impegnato in una faida scatenata contro di lui da Federico, così come con la lotta per la successione in Ungheria, dove si era schierato con la cugina, la regina vedova Elisabetta di Lussemburgo e il suo figlio neonato Ladislao contro il monarca regnante Ladislao III, lasciando a Tommaso ampio spazio di manovra.

#### Guerra di successione
Re Tommaso agì risolutamente per rafforzare la sua posizione. Nel gennaio 1444, penetrò nella regione bosniaca della Zaclumia, governata dai Kosača. Il nipote di Kosača Ivaniš Pavlović lo accompagnò, e la famiglia dei Radivojević, scontenta dei Kosača di cui erano vassalli, si unirono a loro al momento dell'arrivo. La coalizione si impossessò presto di Narenta, restituendo così l'importante città doganale alle terre della corona per la prima volta in tre decenni. Pressato dalla guerra che in contemporanea stava conducendo contro Venezia, e senza neanche ricevere alcun aiuto dai turchi ottomani, Kosača accettò di stipulare una tregua a marzo. Entrambe le fazioni speravano di guadagnare tempo per recuperare le forze per futuri scontri. Re Tommaso cercò di esigere la promessa di aiuto da Venezia nel caso di un'offensiva magiara contro di lui, offrendo persino alla Serenissima in cambio il controllo di venticinque anni su alcune delle sue città e miniere. Tuttavia, per tutto il mese maggio, i negoziati stipulati con l'Ungheria resero questa cessione non necessaria. L'intercessione di Giovanni Hunyadi presso il re Ladislao I di Polonia portò al riconoscimento ungherese di Tommaso a giugno, con il risultato che in segno di gratitudine il re di Bosnia promise a Hunyadi diritti di transito gratuiti, di asilo, una rendita annuale e supporto in ogni questione. Così, entro l'estate, Tommaso si assicurò una salda posizione al trono.
Nel luglio 1444, il re ungherese informò Tommaso della sua intenzione di rompere la tregua con gli ottomani. Re Tommaso decise di sfruttare al meglio la sua appartenenza alla coalizione cristiana. A maggio aveva già conquistato la ricca città di Srebrenica, sede di alcune miniere d'argento, conquistata dagli ottomani a scapito del despotato di Serbia, che a sua volta l'aveva presa dalla Bosnia. Il sovrano decise di riprendere la sua guerra contro il ribelle Kosača, un vassallo ottomano. I turchi si dissero quindi pronti ad aiutare il duca e irruppero in Bosnia, costringendo il re a fuggire da Kozograd a Bobovac, e consentendo a Kosača di porre fine a tutte le sue sfortune. Ad agosto, gli osmanici restituirono la Serbia a Đurađ Branković, che si alleò con Kosača contro re Tommaso. Quando l'esercito ungherese fu sbaragliato nel novembre del 1444 durante la battaglia di Varna, durante cui morì lo stesso re Ladislao, Tommaso divenne una preda vulnerabile. Costretto nuovamente a fare affidamento esclusivamente su Venezia, Tommaso ripeté la sua precedente offerta, ma la Repubblica declinò e strinse una pace con Kosača. Nell'aprile del 1445, Tommaso perse Srebrenica e l'intera valle della Drina a favore di Branković. Ivaniš Pavlović accorde di nuovo in suo aiuto e i due avanzarono verso la Serbia marittima. Tommaso riprese Drijeva, ma la sua avanzata venne improvvisamente fermata, forse da un'altra incursione turca o da una tregua. Le ostilità terminarono infine a settembre.

#### Conversione e matrimonio
Non essendo riuscito a rafforzare l'autorità reale con la forza, Tommaso decise di trovare un altro modo per riappacificare il regno. Un riavvicinamento con Kosača tramite il matrimonio con sua figlia Caterina era probabilmente già previsto nel 1445, quando Tommaso migliorò i rapporti con la Santa Sede e migliorò la sua reputazione di discendente illegittimo al potere; inoltre, l'intervento papale portò a un annullamento della sua unione con Vojača. Papa Eugenio IV rispose affermativamente il 29 maggio. A quel tempo, Tommaso pare decise di riconciliarsi e avvicinarsi gradualmente alla Chiesa cattolica. I negoziati con Kosača si intensificarono all'inizio del 1446, terminando il definitivo allontanamento dalla Chiesa bosniaca grazie all'intervento di Tommaso Tommasini, vescovo di Lesina. Tuttavia, il cardinale Juan de Carvajal celebrò il battesimo solo nel 1457.

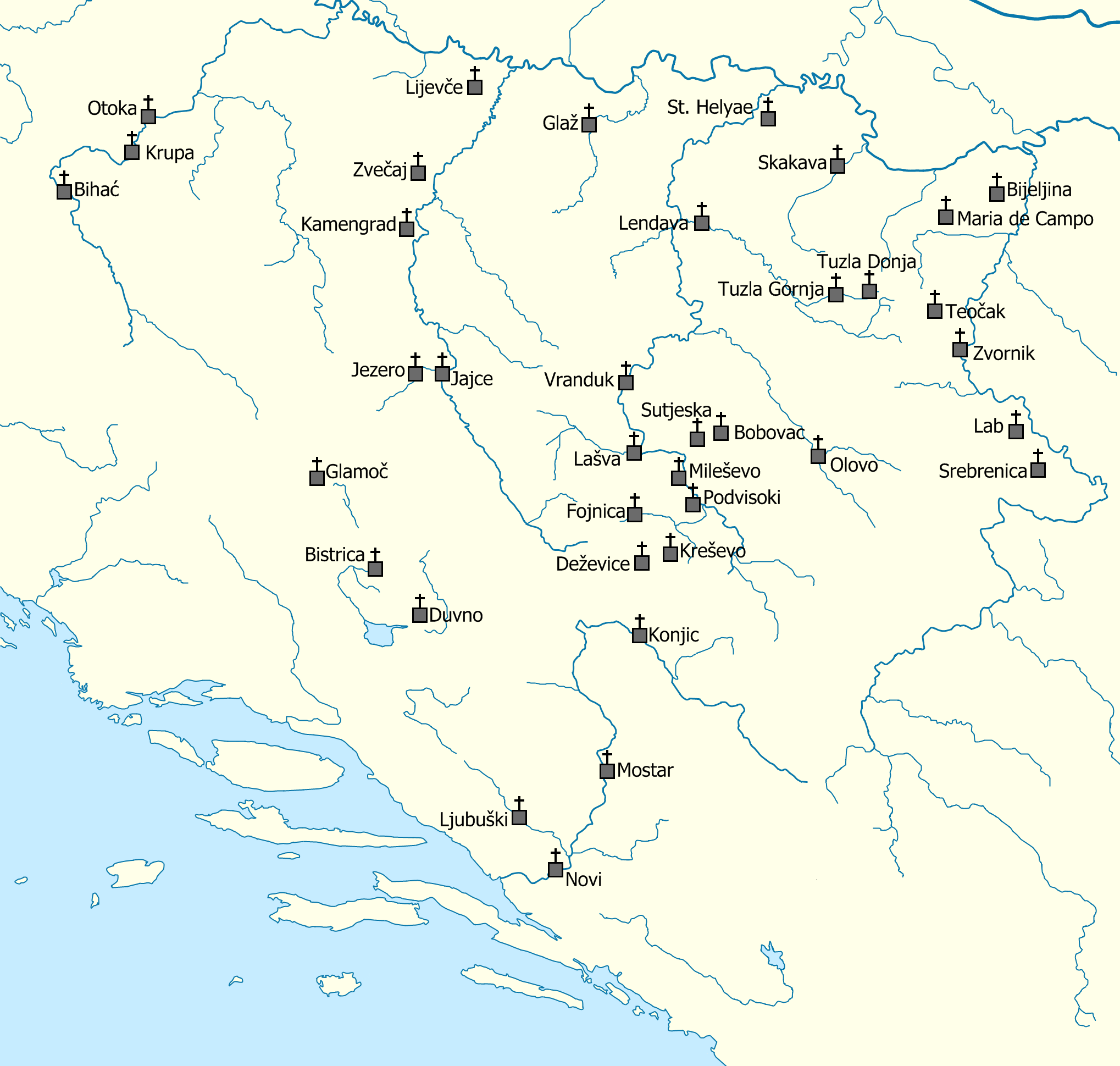
I monasteri cattolici esistenti durante il regno di Tommaso

L'intenzione di Tommaso di sposare la figlia di Kosača, Caterina, fu resa nota ad aprile, quando le loro terre e i loro confini tornarono allo status quo ante bellum. Anche la futura sposa, una cristiana bosniaca, dovette convertirsi al cattolicesimo affinché il matrimonio potesse procedere. Questi sviluppi suscitarono le ire di Ivaniš Pavlović e Petar Vojsalić, un altro vassallo, ma alla fine non si verificò alcun conflitto aperto con loro. Le nozze furono accompagnate da sontuosi festeggiamenti a metà maggio a Milodraž, celebrato con il rito cattolico, seguito dall'incoronazione della coppia a Mile. Per la prima volta, fu inviata da Roma una corona all'indirizzo di un monarca bosniaco. Il vescovo di Feltre e il legato pontificio in Bosnia, anch'egli chiamato Tommaso Tommasini, assunse la corona nella cattedrale di San Doimo a Spalato a luglio, ma non giunse mai a Tommaso.
Il riavvicinamento all'Europa occidentale portò con sé influenze culturali artistiche, architettoniche, musicali e stilistiche in Bosnia, con il risultato che il cattolicesimo si diffuse rapidamente all'inizio del regno di Tommaso. Ad ogni modo, benché vari nobili bosniaci avessero seguito l'esempio del re convertendosi, alcuni tornarono presto alla Chiesa bosniaca; Kosača scrisse di aver preso in considerazione la conversione, senza però mai completare tale percorso. Le chiese e i monasteri francescani si diffusero in ogni angolo della Bosnia durante il regno di Tommaso, tanto che alcuni di questi edifici religiosi vennero fatti costruire da lui stesso. Nonostante i suoi sforzi di accreditarsi come monarca cattolico illuminato, la politica religiosa di Tommaso non fu inizialmente così risoluta. Egli infatti non ostacolò le attività della Chiesa bosniaca e il loro clero come avevano fatto i suoi predecessori, circostanza che generò delle dispute con i francescani giunti nei Balcani. Papa Eugenio concordò sul fatto che, per ragioni politiche, re Tommaso dovesse tollerare gli eretici.

### Fase iniziale di ascesa
La pace portò insolita stabilità alla Bosnia e infuse sicurezza in Tommaso, che prese di nuovo il controllo di Srebrenica nell'autunno del 1446 e, alla fine, strinse un compromesso di breve durata con Branković, ai sensi del quale i due avrebbero condiviso i diritti sulla città e sulle sue entrate minerarie. Tuttavia, il patto non durò a lungo. Si vociferava in maniera infondata che i nobili magiari avessero preso in considerazione l'idea di offrire a Tommaso la Sacra Corona d'Ungheria, una diceria questa che però testimonia quanto la sua reputazione fosse in ascesa. Gli ottomani, i quali desideravano indebolire la Bosnia dall'interno, erano molto scontenti per via della ritrovata stabilità del regno. Su richiesta di Đurađ Branković, i turchi irruppero nelle terre personali di re Tommaso e in quelle di suo suocero nel marzo 1448, saccheggiando e bruciando le città. Kosača, che aveva cominciato a farsi chiamare «herzog» (duca) «di San Sava», fu quindi costretto a schierarsi con Branković contro suo genero e re. A metà settembre, il cognato di Branković Tommaso Cantacuzeno, alla guida di un esercito che includeva lo stesso Kosača, sconfisse in maniera netta Tommaso.
Re Tommaso riconquistò per l'ennesima volta Srebrenica nel febbraio 1449, ma le ostilità continuarono fino al 1451, quando il re si riappacificò di nuovo con il suocero insubordinato. La disputa venne addirittura portata all'attenzione della dieta d'Ungheria. Per finanziare questa guerra incessante, così come per garantire il corretto funzionamento della corte reale, Tommaso si impegnò a favorire i commerci e stipulò dei patti economici con i commercianti dalmati. Pur avendo fatto grosso affidamento sulle sue miniere d'argento, trasse i maggiori benefici dal monopolio sul commercio del sale.

#### Diatribe con i suoceri
Nel 1451, quando i Kosača cercarono di migliorare la propria economia imbastendo una guerra con la Repubblica di Ragusa, Tommaso si rifiutò di schierare al fianco dell'una o dell'altra parte, ma intercedette comunque presso papa Niccolò V per impedire la scomunica del suocero. Tuttavia, Ragusa insistette e promise di ricambiare il favore aiutando Tommaso a sottrarre Narenta a Kosača, così come Hodidjed a scapito dei turchi. In estate, i rapporti del sovrano bosniaco con la famiglia dei Kosača peggiorarono, in particolare con il cognato Ladislao Hercegović e la suocera Elena, che si sentirono gravemente offesi quando il duca prese come concubina l'affascinante sposa senese di suo figlio. A metà dicembre, Tommaso strinse infine con Ragusa un patto contro il suo famigerato suocero, ma la guerra finì bruscamente quando l'Ungheria e gli ottomani cessarono le ostilità in virtù di un'intesa che proibiva espressamente ai Kosača di condurre attacchi contro Ragusa.

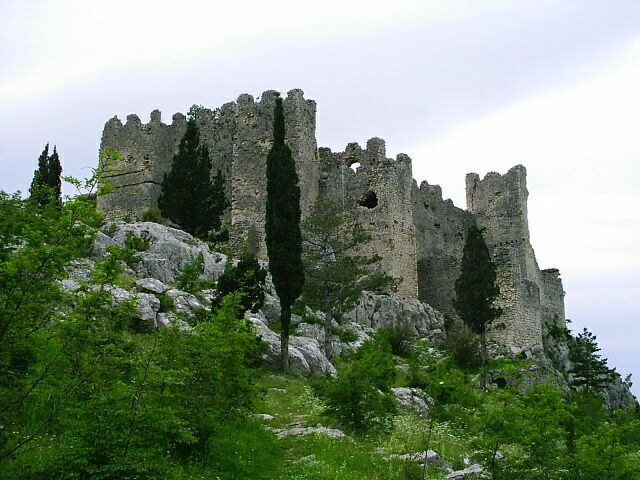
Il forte di Blagaj, oggetto di contesa tra Tommaso e suo cognato

Nel marzo del 1452, scoppiò all'improvviso una rivolta contro Stefano Kosača. Ladislao, insieme a sua madre e sua nonna, radunò un esercito e prese il controllo di un'ampia porzione delle terre di suo padre. Tommaso, cognato di Ladislao, rispose alla sua richiesta di aiuto e arrivò con le sue armate il mese successivo, ma anche Ragusa si unì all'appello. Tuttavia, il re si dimostrò riluttante ad attaccare e presto tornò a nord per respingere un'incursione turca. Kosača colse l'occasione per domandare aiuto a Venezia, la quale sottrasse Narenta a Ladislao, e per frammentare gli animi degli insorti stessi. Tommaso tornò, come aveva promesso, scacciando i veneziani da Narenta e sconfiggendo facilmente i nemici del cognato. La coalizione poi si disgregò improvvisamente quando divenne chiaro che Ladislao non avrebbe consegnato parti del suo patrimonio che Tommaso rivendicava come dovute, vale a dire Narenta e Blagaj, casa dei Kosača e chiave per la Zaclumia.
Nel 1453, alla morte di Petar Talovac, che aveva governato la Croazia Centrale in veste di bano per conto del re ungherese. Sia Tommaso sia il suocero, rimasto di recente vedovo, desideravano ottenere il controllo dell'allodio di Talovac concedendo in sposa la sua vedova, Edvige Garai; i Kosača si proposero come partito, mentre Tommaso suggerì suo figlio Stefano. I Kosača sollecitarono quindi i turchi a intervenire in Bosnia in autunno, ma essi non prevalsero poiché Venezia si mosse in difesa degli eredi di Talovac. La decisione assunta in quel momento fu quella di sedare gli animi, rendendosi conto che gli ottomani, da poco risultati vincitori nella conquista di Costantinopoli, sarebbero presto stati alle loro porte. Un'altra preoccupazione riguardava la fine del periodo di reggenza per il re ungherese, fino ad allora minorenne, Ladislao il Postumo, che ridusse l'influenza dell'amico di Tommaso, Giovanni Hunyadi, e portò all'ascesa di Ulrico di Celje, sostenuto dai Kosača. Dopo che Ladislao nominò Ulrico come nuovo bano di Croazia, quest'ultimo iniziò ad assumere il controllo delle città croate, suscitando la forte opposizione di Tommaso. Il re bosniaco temeva che Ulrico si sarebbe impossessato delle terre dei Talovac e che le sue avrebbero confinato con quelle dei Kosača. Non volendo ancora litigare con il suocero, il sovrano si rivolse a Venezia invocando aiuto.

#### Coalizione cristiana

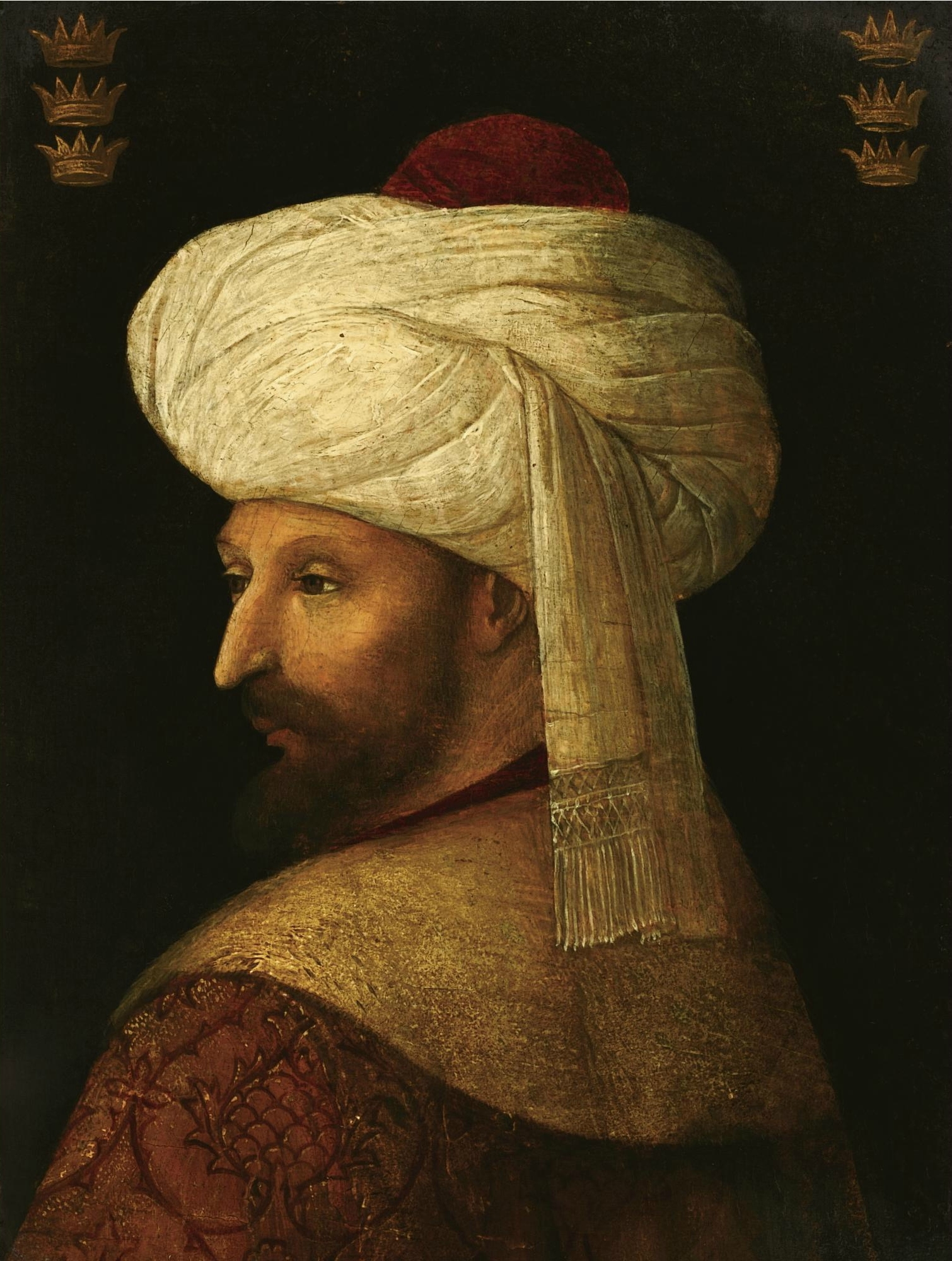
Il sultano Maometto II, tela di un seguace di Gentile Bellini

La Santa Sede pose re Tommaso sotto la sua protezione nel 1455 e promise che gli sarebbero state restituite le terre conquistate dai turchi e dai nobili che lo avevano tradito se i cristiani avessero sconfitto gli ottomani. Nel 1456, Tommaso inviò una lettera a papa Callisto III chiedendogli di trovare una sposa per suo figlio Stefano, immaginando che la Santa Sede gli avrebbe fornito una nuora di stirpe reale. Frattanto si susseguivano freneticamente i preparativi per un altro attacco ottomano ai danni del'Ungheria all'inizio di quell'anno. Maometto II, il sultano ottomano in carica, intimò delle richieste al re di Bosnia e ai suoi nobili, i Kosača e la famiglia dei Pavlović. In particolare, pretese che Tommaso inviasse 10 000 carichi di cibo, a suo suocero 8 000 e a Petar Pavlović 4 000. Maometto domandò inoltre che impegnassero le loro truppe e prendessero personalmente parte alla guerra dalla parte ottomana. Ancora, in questo lungo elenco di richieste fu preteso che Tommaso cedesse il possesso di quattro città, di cui due situate nella Bosnia centrale e due al confine con l'Ungheria e la Dalmazia Veneta. Delle simili pretese trovarono un secco rifiuto.
Il sospetto che Maometto intendesse conquistare la Bosnia iniziò a tormentare Tommaso. Pertanto, si prodigò per costituire una coalizione cristiana contro i turchi e a collaborare più strettamente con il suocero. La mancanza di un'azione più decisa contro gli osmanici fu attribuita ai cristiani bosniaci, che descrisse come più miti e tolleranti verso i musulmani che verso gli altri cristiani. La pesante sconfitta ottomana per mano degli ungheresi nella battaglia di Belgrado nel luglio del 1456 non fece nulla per alleviare la situazione di Tommaso, poiché Maometto II iniziò a esercitare una pressione ancora maggiore sulla Bosnia. Oltre all'estorsione finanziaria, a Tommaso venne proibito di esportare argento, poiché il sultano lo rivendicò per sé. Questa grave paralisi dell'economia bosniaca paralizzò il regno.

Vessillo dei crociati

All'indomani della vittoria, in Ungheria si subì una fase di drastico mutamento. I comandanti vittoriosi, tra cui Giovanni Hunyadi, morirono di peste, Ulrico di Celje fu assassinato e persino il giovane re Ladislao spirò improvvisamente l'anno seguente. Morì anche l'anziano Đurađ Branković, e il suo despotato passò al figlio Lazar. Rendendosi conto che l'Ungheria era drasticamente indebolita e che aveva superato il punto di non ritorno rifiutando le richieste del sultano, Tommaso decise di proporsi come comandante della coalizione cristiana. Nell'agosto del 1456, Ragusa ricevette una missiva reale che invitava i governatori cittadini alla massima segretezza, poiché in essa il sovrano si diceva intenzionato a dichiarare guerra ai turchi. Fino a quel momento la sua però restava soltanto un'ipotesi, tanto che ebbe luogo un'incursione turca all'inizio del 1457.
Papa Callisto III prese molto sul serio il progetto di Tommaso e ordinò che al re di Bosnia venissero consegnate la croce di Gerusalemme, il vessillo papale e delle risorse economiche per finanziare la crociata, designandolo come comandante della coalizione nel luglio del 1457. Tuttavia, Tommaso non si affidò allo sparuto numero di uomini che poteva reclutare, ma all'assistenza dei governanti occidentali. I suoi emissari presso il re Alfonso V d'Aragona, il doge Francesco Foscari di Venezia, il duca Francesco I Sforza di Milano e il duca Filippo il Buono di Borgogna rifiutarono però tutti di unirsi alla lotta. Il cardinale Carvajal fu inviato in Bosnia per incontrare il re Tommaso. Il cardinale Giovanni Castiglione scrisse con scetticismo che Carvajal avrebbe fatto meglio a risparmiarsi i viaggi rimanendo a Buda. Quando Carvajal constatò che Tommaso non fosse in condizione si affrontare il nemico, il papa si disilluse e trasferì la guida della coalizione cristiana al signore albanese Scanderbeg, in forte ascesa.

### Fase successiva di declino

#### Tentativi di espansione
Fallita ogni prospettiva di condurre una crociata, Tommaso decise di condurre delle campagne di espansione verso un'altra direzione. La morte dell'erede Ulrico di Celje riaprì la possibilità di impossessarsi delle terre di Talovac, ma suo suocero si mosse più in fretta, portando a un nuovo breve raffreddamento nei loro rapporti. Tuttavia, nel gennaio del 1458 si presentò una nuova opportunità sul confine orientale della Bosnia. I tumulti che seguirono la morte di Lazar Branković permisero a Tommaso di riprendere la porzione in passato bosniaca della valle del fiume Drina, conquistata dal padre di Lazar nel decennio precedente, e di espandersi nella sua riva destra. Tommaso catturò un totale di undici città, tenendo per sé Srebrenica, Zvornik e Teočak e distribuendo il resto tra la nobiltà locale, che gli giurò fedeltà. In seguito rivolse di nuovo la sua attenzione alla Croazia. Suggerì poi a Venezia che, poiché gli ungheresi non avevano ancora nominato un nuovo bano della Croazia, lui e la Repubblica avrebbero dovuto spartire il banato tra loro. A giugno, avvertì Venezia che il nuovo re ungherese Mattia Corvino, figlio di Hunyadi, non sarebbe stato un buon vicino né per la Bosnia né per Venezia se avesse preso possesso della Croazia.

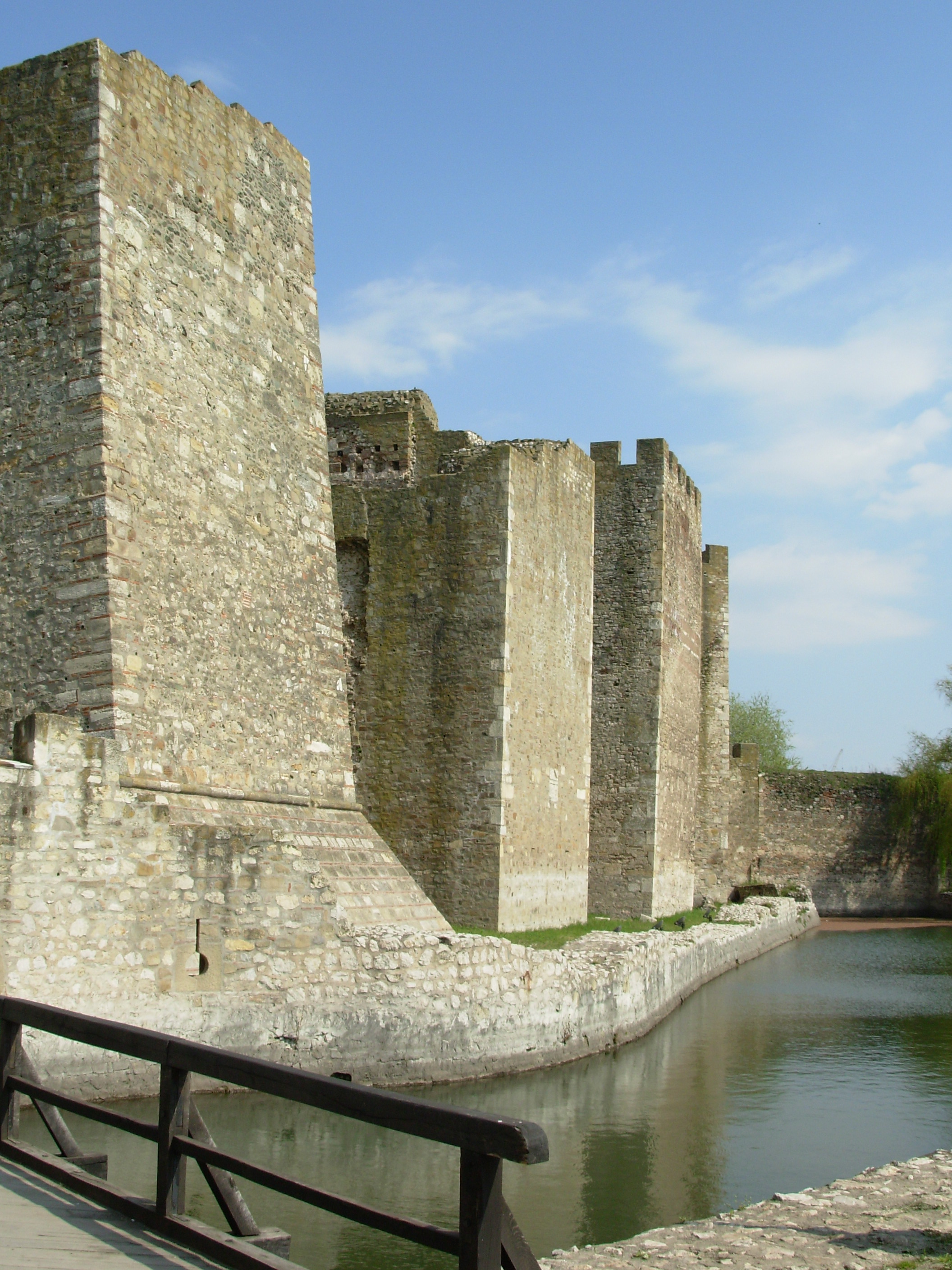
La fortezza di Smederevo, che rappresentò un'acquisizione importante per i bosniaci, ma non duratura

Una grande incursione turca nel febbraio 1458 costrinse Tommaso a suggellare una tregua, nonostante i suoi precedenti voti di crociata, ma Maometto non insistette ulteriormente sulla cessione delle quattro città poiché intendeva invece conquistare la Serbia. A quel tempo, re Tommaso abbandonò il progetto di far sposare suo figlio con una figlia illegittima di Francesco Sforza; l'unione con una discendente adulterina di un duca era ben al di sotto delle aspettative del re bosniaco. Negoziò invece con successo con la vedova di Lazar, la principessa bizantina Elena Paleologa, un matrimonio tra Stefano e la sua figlia maggiore, Elena (in seguito divenuta nome come Maria). In tal modo, Tommaso non solo si procurò una nuora di sangue imperiale, ma trovò anche un modo per estendere il governo dei Kotromanić al despotato di Serbia, ormai circoscritto alla fortezza di Smederevo e ai suoi dintorni, poiché Lazar non aveva eredi di sesso maschile.
Tommaso riferì re Mattia delle sue intenzioni, il suo signore feudale, a ottobre. All'inizio di dicembre, Tommaso stesso andò a incontrare Mattia durante una dieta a Seghedino. Mattia approvò i piani e sollecitò il re bosniaco a mandare suo figlio il prima possibile. Durante la lunga assenza di Tommaso, i turchi irruppero in Bosnia e assediarono Bobovac e Vranduk, ma suo figlio Stefano e suo fratello Radivoj fuggirono. Tommaso tornò in Bosnia nella metà del gennaio 1459 e cominciò a combattere contro gli aggressori, tentando persino di scacciarli da Hodidjed. A metà aprile, fece irruzione nei dintorni di Hodidjed e assediò il forte.
Nel frattempo, il figlio di Tommaso sposò la figlia di Lazar e prese possesso di Smederevo. Tommaso si vantò del fatto che suo figlio fosse stato nominato despota, ma l'accordo fu interrotto dall'arrivo di Maometto alla testa di una vasta armata davanti alle porte di Smederevo. Terrorizzati, il figlio e il fratello di Tommaso accettarono di cedere la città e la fortezza il 20 giugno in cambio di un salvacondotto. Tommaso e Radivoj furono aspramente rimproverati per la loro condotta dal sovrano ungherese. Mattia raccontò in tutta Europa che Tommaso aveva venduto la fortezza di fondamentale importanza al nemico, costringendo il bosniaco a impegnarsi come poteva nella speranza di riabilitare il suo nome. Fu per questo, per esempio, che spiegò a papa Pio II che Smederevo non avrebbe potuto essere difesa. Il re inviò una delegazione al concilio di Mantova a luglio, promettendo di fare del suo meglio per respingere i turchi e invocando assistenza. L'unico sovrano ad accorrere in soccorso di Tommaso fu Bianca Maria Visconti, duchessa di Milano, che inviò 300 uomini imbarcatisi da Ancona.

#### Persecuzione religiosa
A differenza di altri Stati balcanici dell'epoca, le scelte politiche in Bosnia non attribuivano alla religione un peso precipuo e i suoi governanti, così come la gente comune, erano completamente indifferenti alle credenze religiose di altri. Tuttavia, la situazione mutò nel 1459, quando la minaccia ottomana divenne più incontenibile. Papa Pio II informò Tommaso che non sarebbe venuto in suo aiuto finché la Chiesa bosniaca fosse stata tollerata. Tommaso si dimostrò quindi ansioso di apparire come un buon cattolico, nel tentativo di dilavare le accuse ungheresi di tradimento verso la cristianità.
La decisione presa da Tommaso nel 1459 lo rese il primo sovrano bosniaco a perseguitare le persone per il proprio orientamento religioso, una politica che i papi avevano a lungo sollecitato dalla Santa Sede. La Chiesa bosniaca aveva invero accusato un duro colpo per via del proselitismo cattolico, e poi persino ortodosso, che ne aveva quasi smantellato l'organizzazione. L'ordine di Tommaso che il suo clero si convertisse o lasciasse il suo dominio fu seguito dalla confisca delle loro considerevoli proprietà, una conseguenza questa che lo incentivò ad assumere una scelta altrimenti difficile. La persecuzione si trascinò per quasi due anni, comportando la conversione forzata di 12 000 persone, mentre quaranta membri del clero trovarono rifugio nei domini di suo suocero. Nel 1461, inviò tre uomini accusati di eresia per essere interrogati dal cardinale Juan de Torquemada a Roma. La Chiesa bosniaca finì quindi praticamente annientata dal re Tommaso.
Tutto sommato, la persecuzione contribuì a malapena a dilavare la reputazione di Tommaso nell'Europa cattolica. Quando il possesso del castello di Čačvina, precedentemente detenuto da Talovac, causò un'altra faida con suo suocero nel 1459, i Kosača lo accusarono di aver incentivato i turchi a saccheggiare le proprie terre. L'accusa arrivò a Papa Pio, che ordinò che il re fosse scomunicato se fosse stata provata un'offesa così grave contro gli interessi cristiani. Sebbene Tommaso probabilmente avesse effettivamente sollecitato i razziatori turchi, la scomunica non ebbe mai luogo.

### Ultimi anni

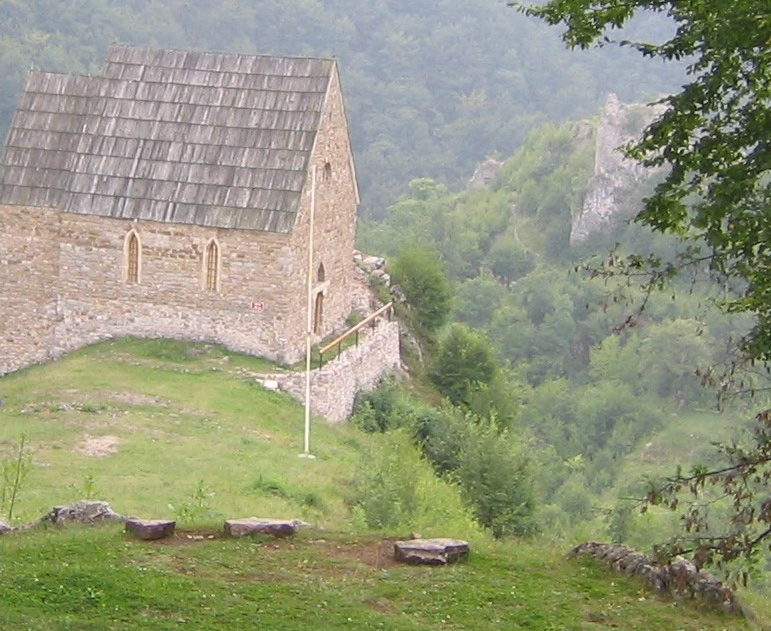
La cappella restaurata tra le rovine di Bobovac

La caduta e l'assimilazione della Serbia significò per Tommaso che il suo confine orientale coincideva con il baluardo della cristianità. Tuttavia, la Bosnia non era un bersaglio prioritario per Maometto II. Tommaso fu costretto ad arrendersi nella Bosnia nord-orientale, vale a dire l'Usora, Srebrenica, Zvornik e Teočak, all'inizio del 1460, consentendo ai turchi di attraversare la Sava verso le regioni ungheresi della Slavonia e della Sirmia. Sia Tommaso che suo suocero erano consapevoli che la conquista ottomana della Bosnia ed Erzegovina si profilava inevitabilmente all'orizzonte. Pur continuando a cercare assistenza straniera, si stavano altresì preparando a trascorrere la propria vita in esilio. Tuttavia, questa prospettiva non li aiutò a risolvere le loro divergenze e ad allestire in atto una difesa più efficace. Tommaso, i cui rapporti con i suoceri erano ancora abbastanza altalenanti, si ammalò nel giugno 1461 e chiese un medico da Ragusa. Morì a luglio, all'età di circa cinquant'anni. Fu sepolto nel mausoleo reale di Bobovac. Le circostanze relative alla sua morte non sono chiare. Subito dopo il suo decesso, si diffusero delle voci attestate per la prima volta da un armaiolo di Norimberga secondo cui la morte del re non fu naturale. In particolare, si diceva che suo fratello Radivoj e suo figlio Stefano avessero cospirato contro di lui. I testi di epoca successiva citano anche Maometto II e Mattia nel complotto, sostenendo che il re ungherese fosse implicato nel probabile omicidio. Queste voci sono state generalmente smentite dagli storici moderni. Quando Stefano gli succedette, le rotture tra il monarca e i suoi nobili furono gradualmente sanate, con il risultato che il regno di Bosnia continuò a sopravvivere per qualche tempo.

## Personalità
Ritenuto un uomo dalle mille contraddizioni, il suo bell'aspetto e il suo nobile portamento impressionarono molto i suoi contemporanei. Il condottiero italiano Gaspare Broglio da Lavello (figlio di Angelo Tartaglia), che lo incontrò nel 1452, scrive di non aver mai incontrato un sovrano più raffinato e dignitoso, che superasse perfino l'intellettuale umanista Federico da Montefeltro, idolo di Broglio. Al contempo, però, la mancanza di coraggio di Tommaso e la sua lunaticità suscitavano disprezzo, tanto che lo si riteneva capace sia di gesti di grande generosità sia di gesti di viltà. La sua incoerenza danneggiò la sua reputazione all'estero, mentre la persecuzione religiosa e le conversioni forzate causarono disapprovazione in patria; all'indomani della nascita della Bosnia ottomana, i suoi conterranei lo biasimarono per aver spogliato la Chiesa bosniaca di qualsiasi suo possedimento.

## Ascendenza
|            |            |            |            |            |            |  |  | Stefano I |           |           |           |           |           |  |  |          |          |          |          |          |          |  |  |         |         |         |         |         |         |  |  |         |         |         |         |         |         |  |  |          |          |          |          |          |          |        |        |                     |                     |                     |                     |                     |                     |  |  |  |  |  |  |  |  |  |  |  |  |  |  |  |  |  |  |  |  |  |  |  |  |
|            |            |            |            |            |            |  |  |           |           |           |           |           |           |  |  |          |          |          |          |          |          |  |  |         |         |         |         |         |         |  |  |         |         |         |         |         |         |  |  |          |          |          |          |          |          |        |        |                     |                     |                     |                     |                     |                     |  |  |  |  |  |  |  |  |  |  |  |  |  |  |  |  |  |  |  |  |  |  |  |  |
|            |            |            |            |            |            |  |  |           |           |           |           |           |           |  |  |          |          |          |          |          |          |  |  |         |         |         |         |         |         |  |  |         |         |         |         |         |         |  |  |          |          |          |          |          |          |        |        |                     |                     |                     |                     |                     |                     |  |  |  |  |  |  |  |  |  |  |  |  |  |  |  |  |  |  |  |  |  |  |  |  |
| Stefano II | Stefano II | Stefano II | Stefano II | Stefano II | Stefano II |  |  |           |           |           |           |           |           |  |  | Ladislao | Ladislao | Ladislao | Ladislao | Ladislao | Ladislao |  |  |         |         |         |         |         |         |  |  |         |         |         |         |         |         |  |  |          |          |          |          |          |          |        |        |                     |                     |                     |                     |                     |                     |  |  |  |  |  |  |  |  |  |  |  |  |  |  |  |  |  |  |  |  |  |  |  |  |
| Stefano II | Stefano II | Stefano II | Stefano II | Stefano II | Stefano II |  |  |           |           |           |           |           |           |  |  | Ladislao | Ladislao | Ladislao | Ladislao | Ladislao | Ladislao |  |  |         |         |         |         |         |         |  |  |         |         |         |         |         |         |  |  |          |          |          |          |          |          |        |        |                     |                     |                     |                     |                     |                     |  |  |  |  |  |  |  |  |  |  |  |  |  |  |  |  |  |  |  |  |  |  |  |  |
|            |            |            |            |            |            |  |  |           |           |           |           |           |           |  |  |          |          |          |          |          |          |  |  |         |         |         |         |         |         |  |  |         |         |         |         |         |         |  |  |          |          |          |          |          |          |        |        |                     |                     |                     |                     |                     |                     |  |  |  |  |  |  |  |  |  |  |  |  |  |  |  |  |  |  |  |  |  |  |  |  |
| Caterina   | Caterina   | Caterina   | Caterina   | Caterina   | Caterina   |  |  | Tvrtko I  | Tvrtko I  | Tvrtko I  | Tvrtko I  | Tvrtko I  | Tvrtko I  |  |  |          |          |          |          |          |          |  |  | Ostoja  | Ostoja  | Ostoja  | Ostoja  | Ostoja  | Ostoja  |  |  |         |         |         |         |         |         |  |  |          |          |          |          | Kosača   | Kosača   | Kosača | Kosača | Kosača              | Kosača              |                     |                     |                     |                     |  |  |  |  |  |  |  |  |  |  |  |  |  |  |  |  |  |  |  |  |  |  |  |  |
| Caterina   | Caterina   | Caterina   | Caterina   | Caterina   | Caterina   |  |  | Tvrtko I  | Tvrtko I  | Tvrtko I  | Tvrtko I  | Tvrtko I  | Tvrtko I  |  |  |          |          |          |          |          |          |  |  | Ostoja  | Ostoja  | Ostoja  | Ostoja  | Ostoja  | Ostoja  |  |  |         |         |         |         |         |         |  |  |          |          |          |          | Kosača   | Kosača   | Kosača | Kosača | Kosača              | Kosača              |                     |                     |                     |                     |  |  |  |  |  |  |  |  |  |  |  |  |  |  |  |  |  |  |  |  |  |  |  |  |
|            |            |            |            |            |            |  |  |           |           |           |           |           |           |  |  |          |          |          |          |          |          |  |  |         |         |         |         |         |         |  |  |         |         |         |         |         |         |  |  |          |          |          |          |          |          |        |        |                     |                     |                     |                     |                     |                     |  |  |  |  |  |  |  |  |  |  |  |  |  |  |  |  |  |  |  |  |  |  |  |  |
| Ermanno    | Ermanno    | Ermanno    | Ermanno    | Ermanno    | Ermanno    |  |  | Tvrtko II | Tvrtko II | Tvrtko II | Tvrtko II | Tvrtko II | Tvrtko II |  |  | Stefano  | Stefano  | Stefano  | Stefano  | Stefano  | Stefano  |  |  | Radivoj | Radivoj | Radivoj | Radivoj | Radivoj | Radivoj |  |  | Tommaso | Tommaso | Tommaso | Tommaso | Tommaso | Tommaso |  |  | Caterina | Caterina | Caterina | Caterina | Caterina | Caterina |        |        | Ladislao Hercegović | Ladislao Hercegović | Ladislao Hercegović | Ladislao Hercegović | Ladislao Hercegović | Ladislao Hercegović |  |  |  |  |  |  |  |  |  |  |  |  |  |  |  |  |  |  |  |  |  |  |  |  |
| Ermanno    | Ermanno    | Ermanno    | Ermanno    | Ermanno    | Ermanno    |  |  | Tvrtko II | Tvrtko II | Tvrtko II | Tvrtko II | Tvrtko II | Tvrtko II |  |  | Stefano  | Stefano  | Stefano  | Stefano  | Stefano  | Stefano  |  |  | Radivoj | Radivoj | Radivoj | Radivoj | Radivoj | Radivoj |  |  | Tommaso | Tommaso | Tommaso | Tommaso | Tommaso | Tommaso |  |  | Caterina | Caterina | Caterina | Caterina | Caterina | Caterina |        |        | Ladislao Hercegović | Ladislao Hercegović | Ladislao Hercegović | Ladislao Hercegović | Ladislao Hercegović | Ladislao Hercegović |  |  |  |  |  |  |  |  |  |  |  |  |  |  |  |  |  |  |  |  |  |  |  |  |
|            |            |            |            |            |            |  |  |           |           |           |           |           |           |  |  |          |          |          |          |          |          |  |  |         |         |         |         |         |         |  |  |         |         |         |         |         |         |  |  |          |          |          |          |          |          |        |        |                     |                     |                     |                     |                     |                     |  |  |  |  |  |  |  |  |  |  |  |  |  |  |  |  |  |  |  |  |  |  |  |  |
| Federico   |            |            |            |            |            |  |  |           |           |           |           |           |           |  |  |          |          |          |          |          |          |  |  |         |         |         |         |         |         |  |  |         |         |         |         |         |         |  |  |          |          |          |          |          |          |        |        |                     |                     |                     |                     |                     |                     |  |  |  |  |  |  |  |  |  |  |  |  |  |  |  |  |  |  |  |  |  |  |  |  |
|            |            |            |            |            |            |  |  |           |           |           |           |           |           |  |  |          |          |          |          |          |          |  |  |         |         |         |         |         |         |  |  |         |         |         |         |         |         |  |  |          |          |          |          |          |          |        |        |                     |                     |                     |                     |                     |                     |  |  |  |  |  |  |  |  |  |  |  |  |  |  |  |  |  |  |  |  |  |  |  |  |
| Ulrico     |            |            |            |            |            |  |  |           |           |           |           |           |           |  |  |          |          |          |          |          |          |  |  |         |         |         |         |         |         |  |  |         |         |         |         |         |         |  |  |          |          |          |          |          |          |        |        |                     |                     |                     |                     |                     |                     |  |  |  |  |  |  |  |  |  |  |  |  |  |  |  |  |  |  |  |  |  |  |  |  |

## Discendenza
L'unione di Tommaso con Vojača generò almeno quattro figli: Stefano (suo successore), un figlio che morì in età infantile durante un pellegrinaggio a Meleda, una figlia che sposò un nobile ungherese nel 1451 e un'altra figlia che si sposò nel 1451. Con Caterina, che sopravvisse sia a lui che al suo regno, Tommaso ebbe nel 1449 un figlio di nome Sigismondo, il quale si convertì poi all'Islam dopo la conquista divenendo noto come Ishak Bey Kraloğlu, e una figlia di nome Caterina nel 1453.